# Attlebridge
Attlebridge ist ein Dorf und Civil parish in Norfolk. Es liegt etwa 13 Kilometer nordwestlich von Norwich, wo die A1067 den Fluss Wensum kreuzt.
Das Dorf verteilt sich auf eine Fläche von etwa 5,27 km² und lt. Zensus des Jahres 2001 betrug die Bevölkerung 122, die sich auf 50 Haushalte verteilte. Attlebridge liegt im District Broadland.

## Geschichte

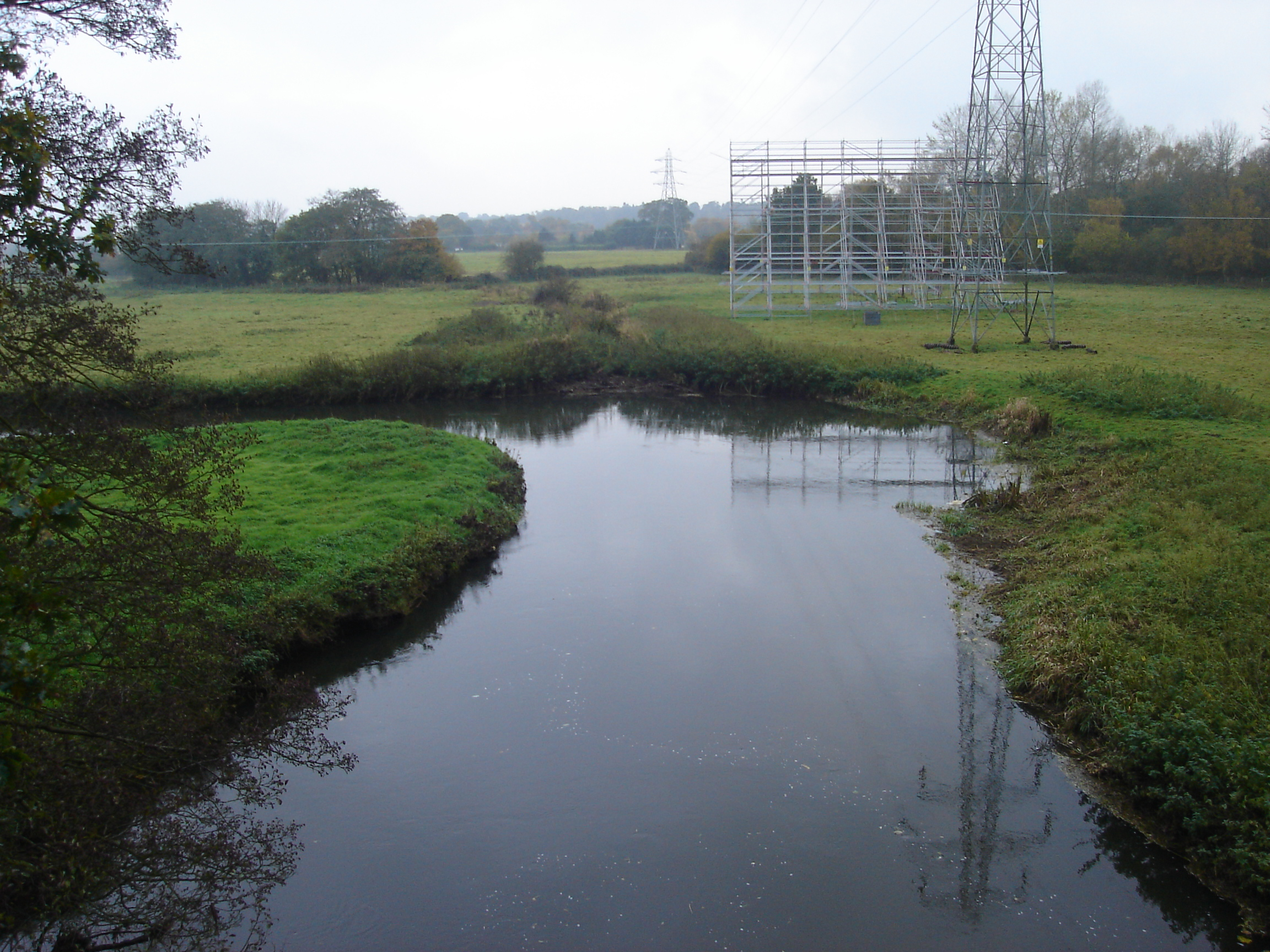
Der Fluss Wensum

Das Dorf wurde nach dem Bischof Ætla und einer nahe gelegenen Brücke benannt, die er mit errichtet haben soll. Zwischen den 1880er- und 1950er-Jahren hatte die Gemeinde ihren eigenen Bahnhof namens Attlebridge Railway Station, der eine direkte Verbindung von Zügen zwischen Norwich und Kings Lynn ermöglichte. Aus Kostengründen wurde der Bahnhof jedoch von British Rail stillgelegt.
Während des Zweiten Weltkrieges wurde ein nahe gelegenes Flugfeld, genannt RAF Attlebridge, von den Alliierten benutzt.